# Сеймон Огастус
Сеймон Огастус  (англ. Seimone Augustus, 30 квітня 1984) — американська баскетболістка, олімпійська чемпіонка.

## Виступи на Олімпіадах
| Олімпіада   | Дисципліна | Місце |
| ----------- | ---------- | ----- |
| Пекін 2008  | баскетбол  | 1     |
| Лондон 2012 | баскетбол  | 1     |

## Особисте життя
Сеймон Огастус є відкритою лесбійкою.